# Erika Reyes
Erika Reyes, född 13 oktober 1973, är en mexikansk bågskytt. Hon deltog vid olympiska sommarspelen 2000.